# Odontocyclas kokeilii
Odontocyclas kokeilii, ungebräuchlich auch Glattes Zahnkreistönnchen oder Zahnkreisschnecke genannt, ist eine Schneckenart aus der Familie der Fässchenschnecken (Orculidae), die zur Unterordnung der Landlungenschnecken (Stylommatophora) gerechnet wird. Es ist die einzige Art der Gattung Odontocyclas Schlüter, 1838.

## Merkmale
Das kleine, kegelförmige Gehäuse hat 7 bis 8 schwach gewölbte, langsam zunehmende Windungen, die durch eine vergleichsweise tiefe Naht voneinander abgesetzt sind. Es wird 3 bis 4 mm hoch und 2,4 bis 2,5 mm breit. Die Embryonalwindungen sind sehr fein gekörnt, die folgenden Windungen weisen schwache, aber scharfe, schräg stehende Anwachsstreifen auf. Die Schale ist hornfarben, graugelb bis hellbraun, mäßig dünn und leicht durchscheinend, die Oberfläche glänzend. Allerdings sind die Gehäuse meist mit Lehm oder Kot zur Tarnung überzogen. Die letzte Windung steigt zur Mündung hin an. Die Mündung ist rundlich bis eiförmig. Der Mundsaum ist fast durchgängig, umgeschlagen und innen mit einer schwachen, weißlichen Lippe versehen. In die Mündung ragen zahlreiche Zähne hinein. Die Parietalwand (Nackenbereich) zeigt zwei große Zähne sowie meist eine Angularis und eine kurze Subangularis. Im Gaumenbereich ("palatal") sind vier Zähne ausgebildet. Dazwischen können weitere Zähne und Lamellen ausgebildet sein. Die Zähne sind auf den vorderen Rand der Mündung beschränkt. Die Juvenilstadien haben noch keine Zähne in der Mündung ausgebildet. Der Nabel ist offen.
Der Weichkörper ist hell blaugrau, das Gehäuse wird sehr aufrecht getragen. Im Geschlechtsapparat tritt der Samenleiter apikal in den Epiphallus ein. Vor dem Eintritt des Epiphallus in den Penis verengt sich dieser. Der Epiphallus ist mindestens doppelt so lang wie der Penis. Am Penis setzt ein sehr langer Blindsack (Caecum oder auch Flagellum genannt) an, der etwa doppelt so lang ist wie der Penis selbst. Der Penisretraktormuskel inseriert am Übergang Penis/Epiphallus. Ein Penisappendix ist aber nicht vorhanden. Die Vagina ist kürzer als der freie Eileiter. Die Spermathek weist einen langen Stiel auf. Die Blase selber ist klein und rundlich. Kurz unterhalb der Blase zweigt ein langes Divertikulum ab.
Die Radula hat in einer Halbquerreihe neben dem dreispitzigen Zentralzahn 17 bis 19 Seitenzähne, die zunächst einen Hauptzahn und eine Nebenspitze haben. Ab dem 7. Zahn von der Mitte aus gesehen, teilt sich die Nebenspitze weiter auf.

### Ähnliche Arten
Die Art (und Gattung) unterscheidet sich im Gehäuse kaum von Walklea rossmaessleri. Es ist etwas kleiner, die letzte Windung ist nicht ganz so hervortretend und die Außenlinie ist etwas gerader. Das Gehäuse hat einen offenen Nabel und es fehlt die deutliche radiale Skulptur.
Sie unterscheidet sich aber deutlich im Geschlechtsapparat. Bei Walklea rossmaessleri ist der Penisappendix auffallend und sehr viel länger. Außerdem ist ein Flagellum ausgebildet, das bei Odontocyclas kokeilii fehlt. Dafür ist bei dieser Art der Epiphallus deutlich länger im Verhältnis zum Penis. Außerdem ist am Stiel der Spermathek ein langes Divertikulum ausgebildet.

## Geographische Verbreitung und Lebensraum
Das Verbreitungsgebiet der Art (und Gattung) erstreckt sich von Südostösterreich und Nordostitalien über Slowenien, Kroatien bis nach Bosnien und Herzegowina.
Sie lebt an feuchten, schattigen Standorten, unter Moos und Blättern, an Mauern und Felsen und ist auf kalkige Böden beschränkt.

## Taxonomie
Das Taxon wurde 1837 von Emil Adolf Roßmäßler unter dem ursprünglichen Binomen Pupa kokeilii erstmals beschrieben. Der Artname ehrt den Naturwissenschaftler Friedrich Kokeil (1802–1865). Die Gattung wurde 1838 von Friedrich Schlüter aufgestellt. Typusart ist Pupa kokeilii durch Monotypie. Das früher ebenfalls zur Gattung Odontocyclas gestellte Taxon Pupa rossmaessleri (Rossmässler, 1838) ist heute die Typusart der Gattung Walklea Gittenberger, 1978. Ein jüngeres Synonym ist Pupa kokeilii forma mitescens Westerlund, 1887.

## Gefährdung
Die Art wird von der International Union for Conservation of Nature and Natural Resources (IUCN) als nicht gefährdet eingestuft.

## Belege

### Online
- AnimalBase – Odontocyclas Schlüter, 1838
- AnimalBase – Odontocyclas kokeilii (Roßmäßler, 1837)